# Oscar Más
Oscar Antonio Más (né le 29 octobre 1946) à Villa Ballester fut un fameux joueur de football du grand club argentin du Club Atlético River Plate, qui évolua au poste d'attaquant.

## Biographie
Il est le deuxième meilleur buteur de l'histoire de ce club, avec 198 réalisations, juste derrière son compatriote Angel Labruna. Il joua également notamment au Real Madrid.